# 15P/Finlay
15P/Finlay (denumită și cometa Finlay) este o cometă periodică din sistemul solar cu o perioadă orbitală de aproximativ 6,5 ani. A fost descoperită de William Henry Finlay (la Capul Bunei Speranțe) pe 26 septembrie 1886.